# Hleďsebe (Lhotka)
Hleďsebe je vesnice, část obce Lhotka v okrese Mělník ve Středočeském kraji.

## Historie
První písemná zmínka o vesnici pochází z roku 1720.
Původní název zněl Hrdlořezy. Osada je nevelká, proto často patřila pod správu jiné, okolní obce. Až do padesátých let 20. století fungoval v Hleďsebi mlýn, stojící na říčce Pšovce.

## Obyvatelstvo
| Rok            | 1869 | 1880 | 1890 | 1900 | 1910 | 1921 | 1930 | 1950 | 1961 | 1970 | 1980 | 1991 | 2001 | 2011 | 2021 |
| -------------- | ---- | ---- | ---- | ---- | ---- | ---- | ---- | ---- | ---- | ---- | ---- | ---- | ---- | ---- | ---- |
| Počet obyvatel | 94   | 103  | 110  | 125  | 114  | 136  | 141  | 116  | 100  | 74   | 48   | 19   | 33   | 64   | 64   |
| Počet domů     | 17   | 21   | 21   | 22   | 25   | 28   | 31   | 33   | 32   | 29   | 26   | 33   | 35   | 35   | 35   |

## Obecní správa
Při sčítání lidu v letech 1850–1979 Hleďsebe byla osadou obce Jenichov v okrese Mělník. Od 1. ledna 1980 do 23. listopadu 1990 byla částí obce Střemy v okrese Mělník. Od 24. listopadu 1990 je částí obce Lhotka v okrese Mělník.

## Další fotografie

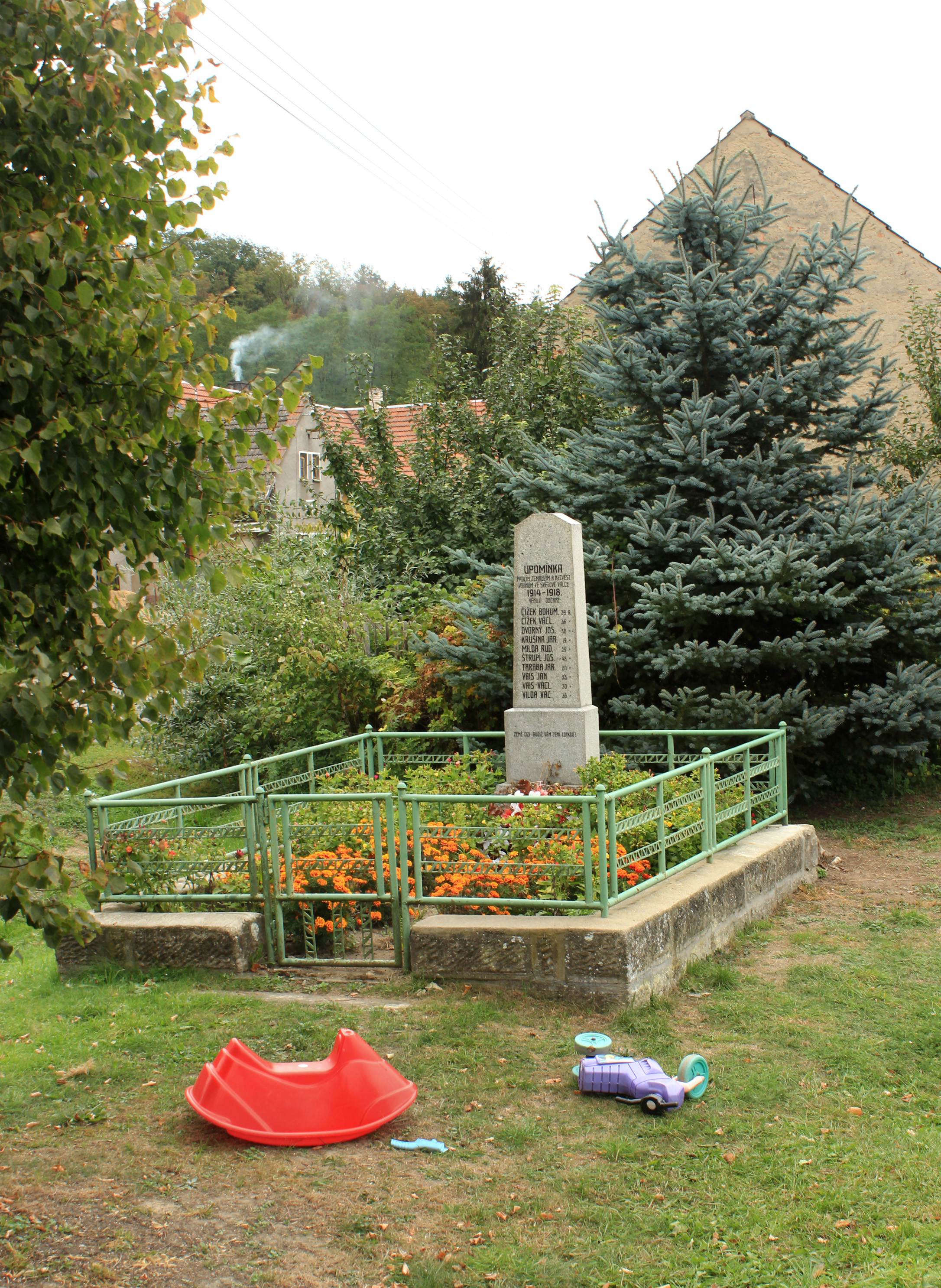
Památník
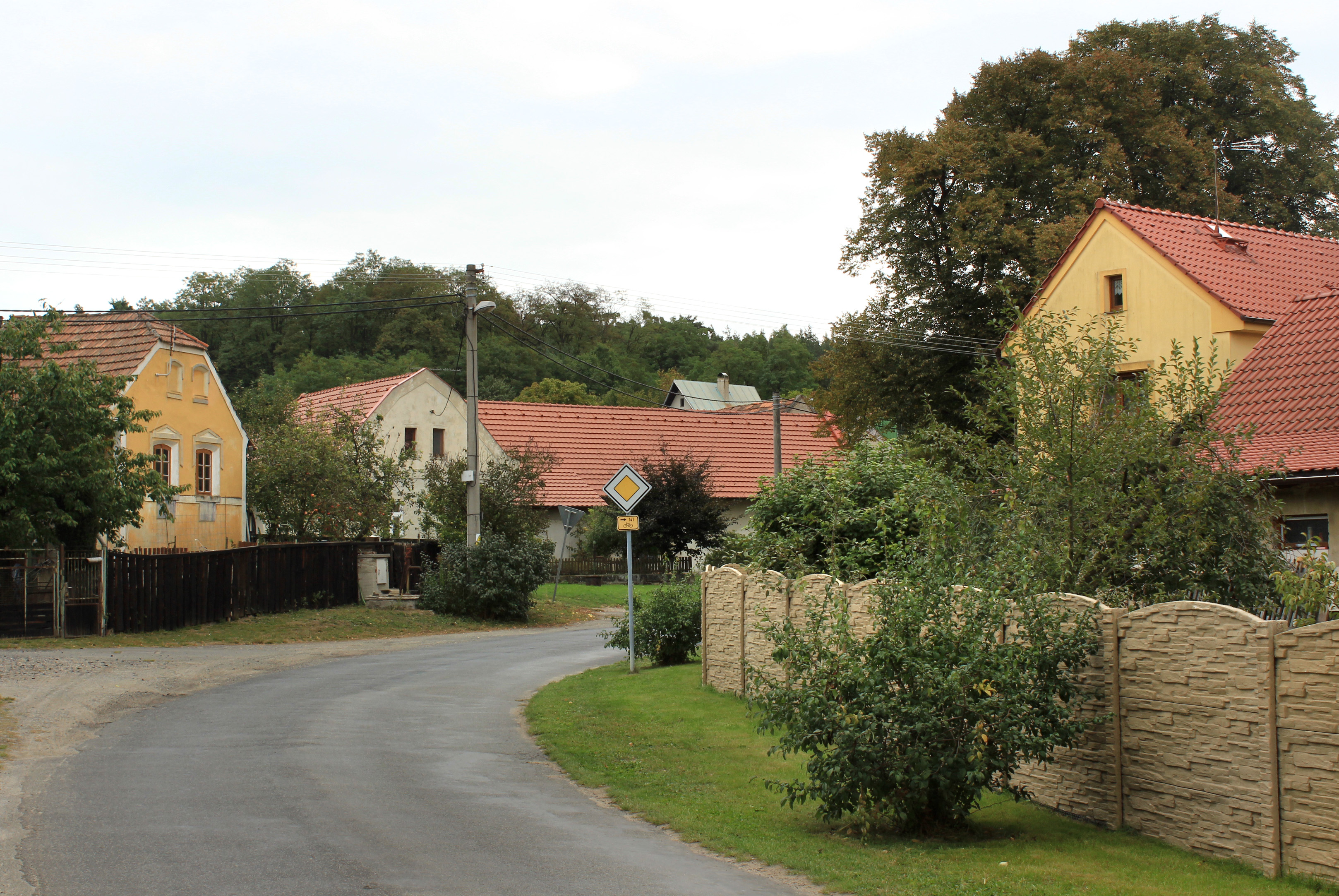
Silnice k Mělnické Vrutici
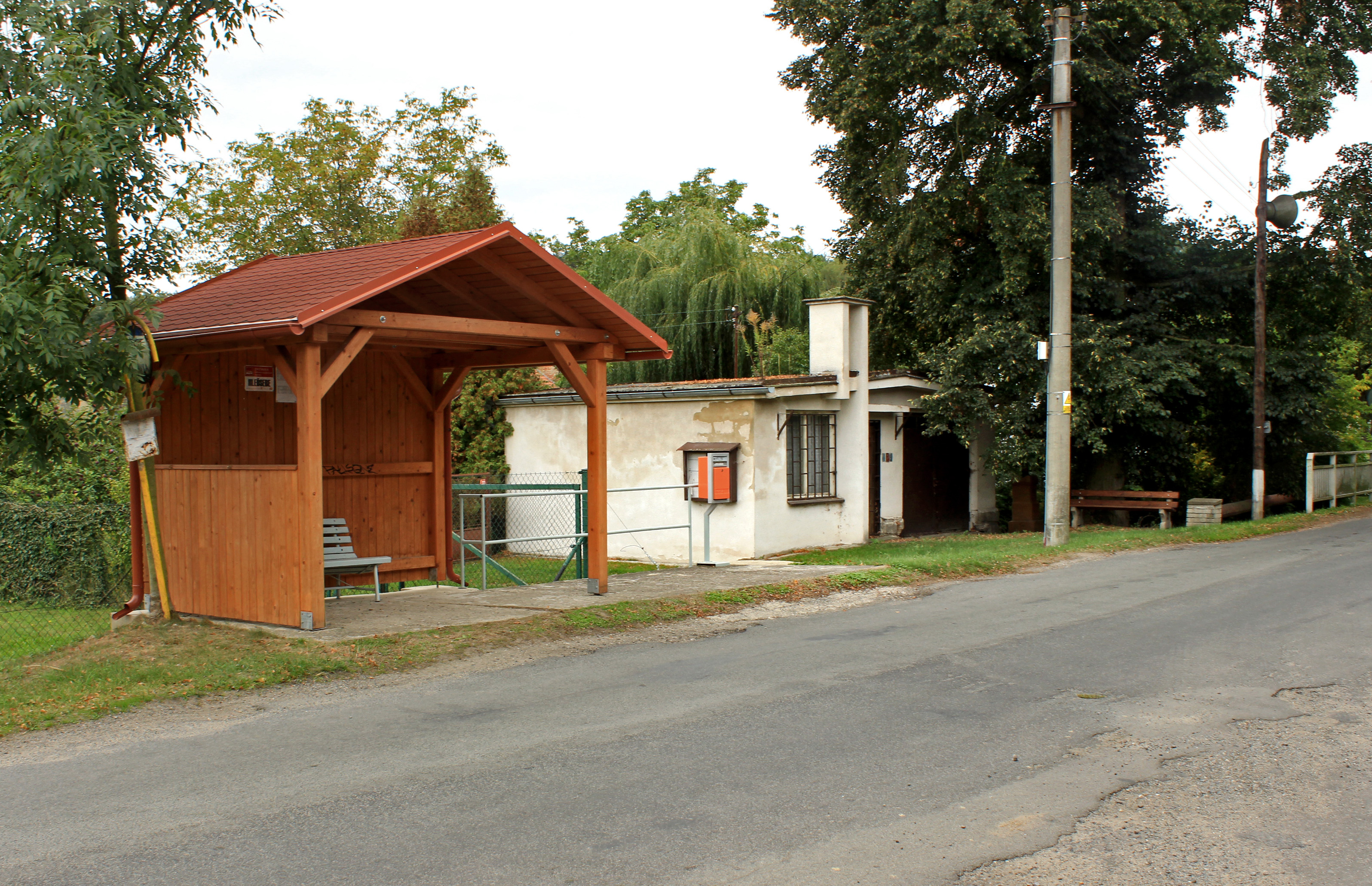
Zastávka